# Брэнтли, Марк
Марк Брэнтли (англ. Mark Brantley; род. 11 января 1969, Сент-Джордж-Джинджерланд, Невис) — государственный и политический деятель Сент-Китса и Невиса. Премьер-министр Невиса, лидер оппозиции в Национальном Собрании и бывший министр иностранных дел Сент-Китса и Невиса.

## Биография

### Юридическая карьера
Юрист по профессии, участвовал в нескольких значимых делах, связанных с международными судебными разбирательствами. Учился в средней школе Charlestown Secondary School. Получил высшее образование в Университете Вест-Индии, имеет степень бакалавра права. Затем учился в юридической школе Нормана Мэнли, где получил сертификат о юридическом образовании с отличием. Окончил обучение в колледже Св. Екатерины при Оксфордском университете в Великобритании, где получил степень бакалавра гражданского права. Был принят в коллегию адвокатов в Сент-Китсе и Невисе, Ангилье, Гренаде, Антигуа и Барбуде и Доминике.

### Политическая карьера
Является членом Национального Собрания, представляя консервативное «Движение обеспокоенных граждан», базирующееся в Невисе. Занимал должность министра иностранных дел в правительстве Сент-Китсе и Невисе. Ранее был заместителем премьер-министра администрации острова Невис и занимал должность министра туризма, здравоохранения, культуры, молодежи, спорта и развития общества в этом правительстве. С 2007 по 2015 год был лидером оппозиции в Национальном Собрании. Ведёт еженедельное двухчасовое политическое ток-шоу на радио VON Radio 860AM.
29 октября 2017 года премьер-министр Невиса Вэнс Эймори ушёл в отставку, а Марк Брэнтли был избран лидером на партийном съезде «Движения обеспокоенных граждан». 18 декабря 2017 года его партия победила на выборах. 19 декабря 2017 года стал четвёртым премьер-министром Невиса.
В 2017 году привёл свою партию к победе на выборах в Ассамблею острова Невис, где она заняла 4 из 5 мест. В настоящее время является премьер-министром Невиса и занимает ряд министерских должностей в администрации этого острова.
10 мая 2022 года доктор Тимоти Харрис, потеряв поддержку избранного большинства для работы в должности премьер-министра и столкнувшись с историческим вотумом недоверия в Национальном Собрании, решил распустить парламент и намеревался отменить назначение более 50 % своего бывшего кабинета, включая Марка Брэнтли.
10 октября 2022 года был назначен лидером оппозиции в Национальном Собрании.

## Личная жизнь
Женат, имеет двух дочерей.

## Примечание
1. ↑  Hon. Mark A.G. Brantley.
2. ↑  CCM holds convention: Nevis' premier to hand over leadership. The St Kitts and Nevis observer (октябрь 2017). Дата обращения: 29 августа 2018.
3. ↑  Parker, Benjamin. Brantley elected Premier as CCM win Nevis election. WIC News.
4. ↑  Hon. Mark Brantley, new Premier of Nevis sworn in. Nevis Island Administration (19 декабря 2017). Дата обращения: 25 июня 2024.
5. ↑  Caribbean Elections Biography | Mark Brantley. Дата обращения: 30 марта 2016. Архивировано из оригинала 4 марта 2016 года.
6. ↑  Hon. Mark Brantley appointed Leader of the Opposition in the St. Kitts and Nevis National Assembly. Nevis Island Administration (19 октября 2022). Дата обращения: 29 октября 2022.
7. ↑  The Observer's Man of the Year, 2010: Mark Brantley :: The St. Kitts-Nevis Observer. Дата обращения: 30 марта 2016. Архивировано из оригинала 21 сентября 2015 года.